# Peter Polycarpou
Peter Polycarpou (Brighton, 31 marzo 1957) è un attore e cantante britannico, attivo in ambito teatrale, cinematografico e televisivo.

## Biografia
Peter Polycarpou debutta nel West End nel 1985 con la produzione originale del musical Les Misérables, in cui interpretava lo studente Jean Prouvaire; Polycarpou tornerà a recitare in Les Misérables nel 1992, questa volta nel ruolo di Thénardier, e poi ancora nel 1995 in occasione del concerto per il decimo anniversario del musical alla Royal Albert Hall. Nel 1989 collabora nuovamente con Claude-Michel Schönberg, autore di Les Misérables, e interpreta John nella prima produzione londinese del musical Miss Saigon. 
Nel 1992 Peter interpreta il protagonista di The Phantom of the Opera presso l'His Majesty's Theatre di Londra, nel 1996 lavora nella prima produzione britannica di The Woods di David Mamet e nel 1998 recita nei panni di Ali Hakim nella messa in scena del Royal National Theatre di Oklahoma! accanto a Hugh Jackman. Il 2000 e il 2001 lo vedono impegnato nella produzione della Royal Shakespeare Company di The Secret Garden e nel 2008 è protagonista di Imagine This a Londra.
Nel 2012 torna a recitare nel West End accanto a Imelda Staunton e Michael Ball (già suo collega in Les Misérables) per il nuovo revival di Sweeney Todd: The Demon Barber of Fleet Street e nel 2014 è il protagonista di Guys and Dolls a Chichester. Nel 2015 lavora nella produzione della Donmar Warehouse del musical City of Angels e interpreta Buddy nella versione concertale di Follies in scena alla Royal Albert Hall in occasione dell'ottantacinquesimo compleanno del compositore Stephen Sondheim. Nel 2017 interpreta Ahmed Qurei nel dramma Oslo al National Theatre e per la sua performance viene candidato al Laurence Olivier Award. Nel 2019 interpreta Sancho Panza nel musical Man of La Mancha in scena al London Coliseum con Kelsey Grammer nel ruolo di Don Chisciotte. Nel 2023 riceve una candidatura al Laurence Olivier Award al miglior attore non protagonista in un musical per The Band's Visit.
Ha recitato anche in alcuni film, tra cui Evita con Madonna, De-Lovely - Così facile da amare e O' Jerusalem, mentre in campo televisivo è apparso in Birds of a Feather e EastEnders.

## Filmografia parziale

### Cinema
- Evita, regia di Alan Parker (1996)
- De-Lovely - Così facile da amare (De-Lovely), regia di Irwin Winkler (2004)
- O' Jerusalem, regia di Elie Chouraqui (2006)
- 2 Young 4 Me - Un fidanzato per mamma (I Could Never Be Your Woman), regia di Amy Heckerling (2007)
- Cleanskin, regia di Hadi Hajaig (2012)
- The Brutalist, regia di Brady Corbet (2024)

### Televisione
- I Professionals (The Professionals) – serie TV, 1 episodio (1982)
- L'ora del mistero (Hammer House of Mystery and Suspense) – serie TV, 1 episodio (1984)
- Capital City – serie TV, 1 episodio (1990)
- Holby City – serie TV, 2 episodi (2000-2008)
- Metropolitan Police – serie TV, 2 episodi (2003-2006)
- Casualty – serie TV, 1 episodio (2004)
- Waking the Dead – serie TV, 2 episodi (2005)
- EastEnders – serie TV, 3 episodi (2006)
- The Last Days of Lehman Brothers, regia di Michael Samuels – film TV (2009)
- Hustle - I signori della truffa (Hustle) – serie TV, 1 episodio (2012)
- Family Tree – serie TV, 1 episodio (2013)
- Tyrant – serie TV, 9 episodi (2015)
- Riviera – serie TV, 3 episodi (2019)
- L'ispettore Barnaby (Midsomer Murders) – serie TV, episodio 23x02 (2022)
- Kaos – serie TV, 1 episodio (2024)

## Teatro (parziale)
- Comic Cuts di Stephen Mallatratt, regia di Peter Wilson. Bristol Hippodrome di Bristol (1984)
- Les Misérables, libretto di Alain Boublil e Herbert Kretzmer, musiche di Claude-Michel Schönberg, regia di Trevor Nunn e John Caird. Barbican Centre e Palace Theatre di Londra (1985)
- Tito Andronico di William Shakespeare, regia di Deborah Warner. Swan Theatre di Statford-upon-Avon e Barbican Centre di Londra (1987)
- L'ebreo di Malta di Christopher Marlowe, regia di Barry Kyle. Swan Theatre di Statford-upon-Avon (1987)
- A Question of Geography di John Berger e Nella Bielski, regia di John Caird. The Other Place di Stratford-upon-Avon (1987)
- The New Inn di Ben Jonson, regia di John Caird. Swan Theatre di Stratford-upon-Avon e Barbican Centre di Londra (1987)
- Fen di Caryl Churchill, regia di Phil Daniels. The Other Place di Stratford-upon-Avon (1987)
- Hurlyburly di David Rabe, regia di Brian Cox. Live Theatre di Newcastle.upon-Tyne (1988)
- Miss Saigon, libretto di Alain Boublil e Richard Maltby Jr., musiche di Claude-Michel Schönberg, regia di Nicholas Hytner. Theatre Royal Drury Lane di Londra (1989)
- Les Misérables, libretto di Alain Boublil e Herbert Kretzmer, musiche di Claude-Michel Schönberg, regia di Trevor Nunn e John Caird. Barbican Centre e Palace Theatre di Londra (1991)
- The Phantom of the Opera, libretto di Richard Stilgoe, testi di Charles Hart, colonna sonora di Andrew Lloyd Webber, regia di Harold Prince. His Majesty's Theatre di Londra (1991)
- Les Misérables, libretto di Alain Boublil e Herbert Kretzmer, musiche di Claude-Michel Schönberg, regia di John Caird, Paul Kafno e Gavin Taylor. Royal Albert Hall di Londra (1995)
- Oklahoma!, libretto di Oscar Hammerstein II, colonna sonora di Richard Rodgers, regia di Trevor Nunn. National Theatre (1998) e Lyceum Theatre di Londra (1999)
- Angels in America - Fantasia gay su temi nazionali di Tony Kushner. Library Theatre di Manchester (1999)
- The Secret Garden, libretto di Marsha Norman, musiche di Lucy Simon, regia di Adrian Noble. Royal Shakespeare Theatre di Stratford-upon-Avon (2000), Aldwych Theatre di Londra (2001)
- Cats, libretto di T. S. Eliot, colonna sonora di Andrew Lloyd Webber, regia di Trevor Nunn. New London Theatre di Londra (2001)
- Chitty Chitty Bang Bang, libretto di Jeremy Sams, colonna sonora di Richard M. Sherman e Robert B. Sherman, regia di Adrian Noble. London Palladium di Londra (2002)
- All the Ordinary Angels di Nick Leather, regia di Michael Buffong. Royal Exchange Theatre di Manchester (2005)
- Love Story, libretto di Stephen Clark, colonna sonora di Howard Goodall, regia di Rachel Kavenaugh. Minerva Theatre di Chichester, Duchess Theatre di Londra (2010)
- Sweeney Todd, libretto di Hugh Wheeler, colonna sonora di Stephen Sondheim, regia di Jonathan Kent. Minerva Theatre di Chichester (2011), Adelphi Theatre di Londra (2012)
- Il magistrato di Arthur Wing Pinero, regia di Timothy Sheader. National Theatre di Londra (2012)
- The Pajama Game, libretto di George Abbott e Richard Bissell, colonna sonora di Richard Adler e Jerry Ross, regia di Stephen Mear. Shaftesbury Theatre di Londra (2014)
- Guys and Dolls, libretto di Abe Burrows e Jo Swerling, colonna sonora di Frank Loesser, regia di Gordon Greenberg. Minerva Theatre di Chichester (2014)
- City of Angels, libretto di Larry Gelbart, testi di David Zippel, colonna sonora di Cy Coleman, regia di Josie Rourke. Donmar Warehouse di Londra (2014)
- Follies, libretto di James Goldman, colonna sonora di Stephen Sondheim, regia di Craig Revel Horwood. Royal Albert Hall di Londra (2015)
- Oliver!, libretto e colonna sonora di Lionel Bart, regia di Nikolai Foster. Leicester Curve di Sheffield (2015)
- Les Misérables, libretto di Alain Boublil e Herbert Kretzmer, musiche di Claude-Michel Schönberg, regia di Laurence Connor e James Powell. Dubai Opera di Dubai (2016)
- Working, libretto di Stephen Schwartz e Nina Faso, colonna sonora di autori vari, regia di Luke Sheppard. Southwark Playhouse di Londra (2017)
- Oslo di J. T. Rogers, regia di Bartlett Sher. National Theatre e Harold Pinter Theatre di Londra (2017)
- South Pacific, libretto di Joshua Logan e Oscar Hammerstein II, colonna sonora di Richard Rodgers, regia di Jordan Murphy. Cadogan Hall di Londra (2017)
- Moonlight di Harold Pinter, regia di Jamie Lloyd. Harold Pinter Theatre di Londra (2018)
- School Night di Harold Pinter, regia di Jamie Lloyd. Harold Pinter Theatre di Londra (2018)
- Man of La Mancha, libretto di Dale Wasserman, versi di Joe Darion e colonna sonora di Mitch Leigh, regia di Lonny Price. London Coliseum di Londra (2019)
- A Very Expensive Poison di Lucy Prebble, regia di John Crowley. Old Vic di Londra (2019)
- Indecent di Paula Vogel, regia di Rebecca Taichman. Menier Chocolate Factory di Londra (2020)
- The Band's Visit, libretto di Itamar Moses, colonna sonora di David Yazbek, regia di Michael Longhurst. Donmar Warehouse di Londra (2022)
- Hello, Dolly!, libretto di Michael Stewart, colonna sonora di Jerry Herman, regia di Stephen Mear. Lido di Parigi (2024)

## Doppiaggio
- Harry Potter e i Doni della Morte - Parte 1 – videogioco (2010)
- Harry Potter e i Doni della Morte - Parte 2 – videogioco (2011)
- Assassin's Creed: Origins – videogioco (2017)
- Assassin's Creed: Odyssey – videogioco (2018)

## Doppiatori italiani
Nelle versioni in italiano dei suoi film, Peter Polycarpou è stato doppiato da:
- Roberto Stocchi in De-Lovely - Così facile da amare
- Dario Oppido in Cleanskin
- Luca Violini in Tyrant
- Franco Mannella in Riviera
- Guido Sagliocca in Kaos
- Alessandro Quarta in The Brutalist